# Schöneberg
Schöneberg és una localitat de Berlín, Alemanya. Fins a la reforma administrativa del 2001 de Berlín, era un districte independent que incloïa la localitat de Friedenau. Juntament amb l'antic districte de Tempelhof, ara forma part del nou districte de Tempelhof-Schöneberg.